# Curtis E. LeMay

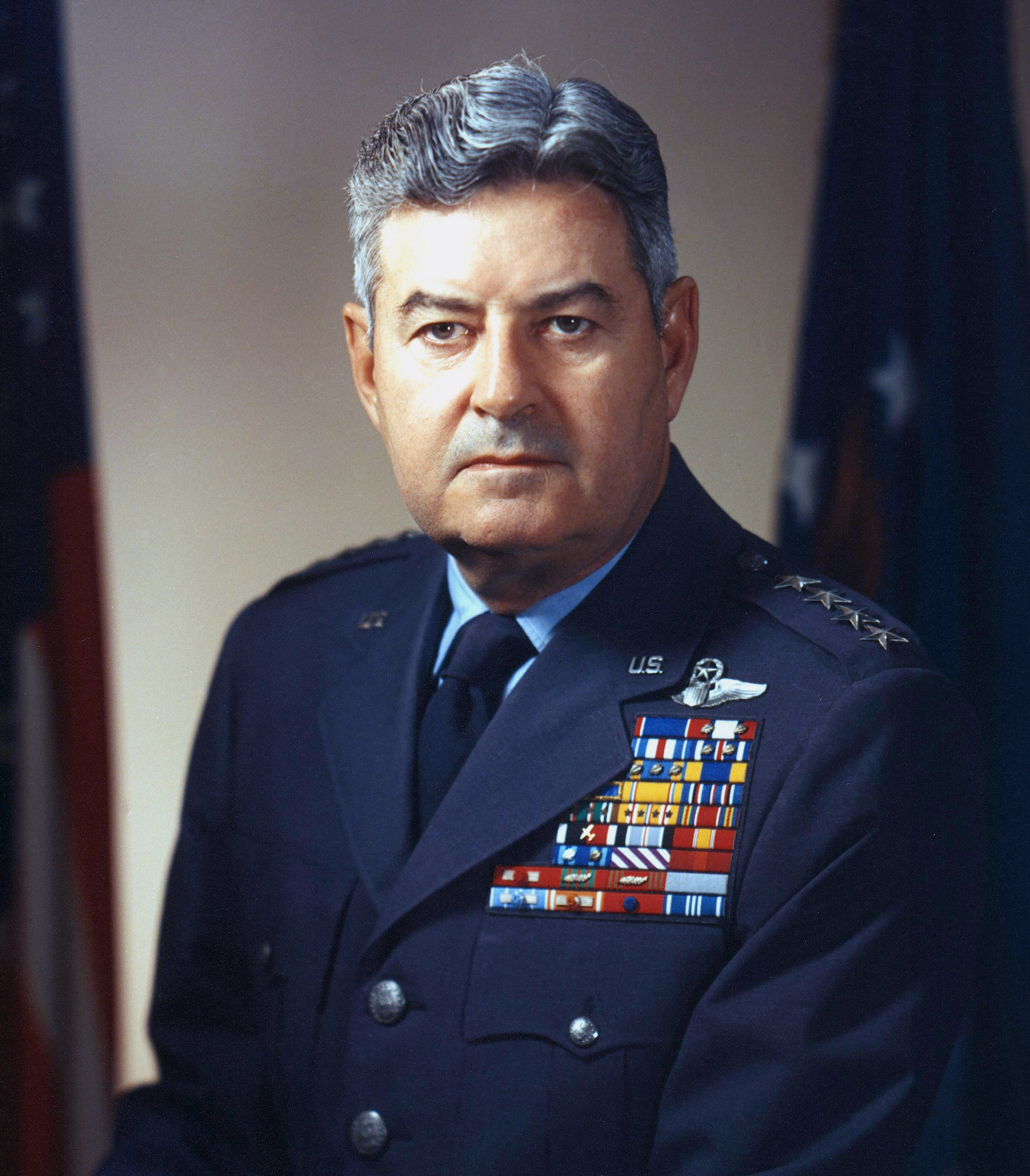
Curtis E. LeMay

Curtis Emerson LeMay (* 15. November 1906 in Columbus, Ohio; † 1. Oktober 1990 in Riverside, Kalifornien) war ein US-amerikanischer General. Er förderte die Entwicklung von Langstreckenbombern und baute das Strategic Air Command (SAC) der US Air Force auf. Das SAC war dazu bestimmt, gegebenenfalls einen Atomkrieg zu führen.

## Leben

### Zweiter Weltkrieg
In der Eskalationssphase des Luftkriegs gegen das Deutsche Reich während des Zweiten Weltkrieges kommandierte LeMay 1943/44 Bombereinheiten der 8. US-Luftflotte. Da die Bomberbesatzungen während der Einsätze oft „technische Probleme“ meldeten, ließ er verkünden, dass jeder abgebrochene Einsatz gegen deutsche Städte zu einem Prozess vor einem Kriegsgericht führen würde. Daraufhin ließ die Zahl der abgebrochenen Einsätze nach. LeMay entwickelte auch Taktiken, die Bomberbesatzungen vor feindlichem Beschuss schützen sollten. In dieser Zeit erwarb er sich den Spitznamen „Iron Ass“ (Eisenarsch oder Eiserner Esel).
Im Normalfall gingen die alliierten Bomberverbände auf Ausweichkurs, sobald sie unter Beschuss gerieten, auch wenn der Zielauftrag noch nicht ausgeführt war. Dieser Rückzug und der neuerliche Anflug auf das Ziel war aber für den Verband viel riskanter, als den Abwurf plangemäß durchzuführen. Ab August 1944 sorgte Curtis LeMay als Kommandeur des XX Bomber Command der Twentieth Air Force auch im Krieg gegen Japan für Verbesserung der Effizienz: US-Bomber hatten zunächst in Burma ihre Basis. In der Republik China musste ein Stützpunkt für das Wiederauftanken eröffnet werden; die Errichtung dieser Basis verlief im umkämpften China nur zögerlich. Zu oft kehrten die B-29 zurück, ohne die größtmögliche Menge an Treibstoff in China zurückgelassen zu haben. LeMay überzeugte das Luftwaffenkommando davon, auf den Pazifik-Inseln Saipan, Tinian und Guam Basen für Langstreckenbomber zu errichten. Diese lagen näher am japanischen Festland, somit mussten die Piloten keinen Tankstopp einlegen und konnten auch eine höhere Bombenlast mitnehmen.
Er wurde Kommandeur des XXI. Bomber Command und Oberbefehlshaber des strategischen Luftkriegs gegen Japan. Schließlich war er auch verantwortlich für den Einsatz von Napalmbomben gegen japanische Städte: Bei der Bombardierung von Tokio kamen in einer Nacht 100.000 Menschen ums Leben. Es handelte sich dabei um den schwersten jemals geflogenen Luftangriff.

### Kalter Krieg

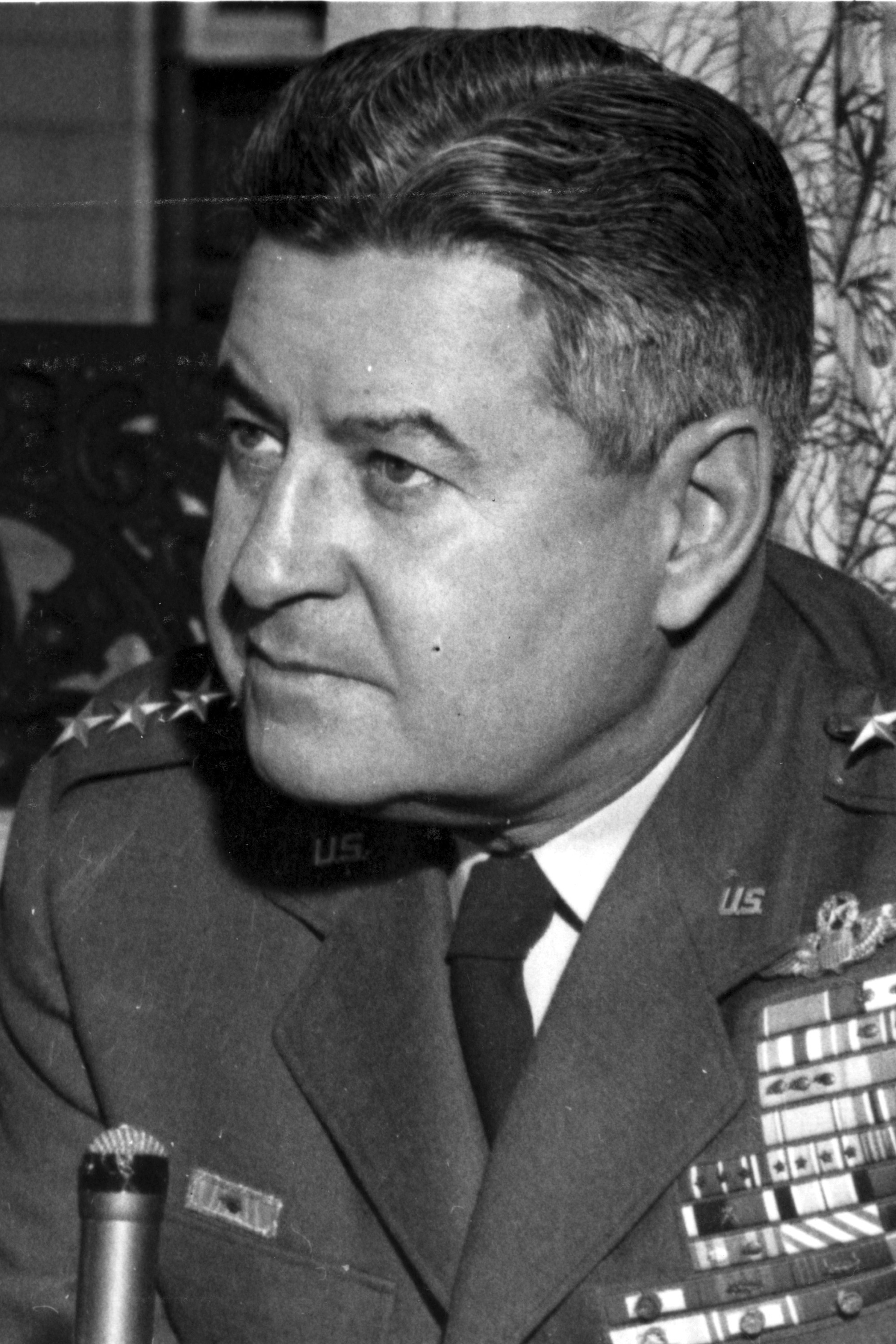
Curtis E. LeMay

Nach dem Zweiten Weltkrieg wurde LeMay stellvertretender Leiter des Air Staff for Research and Development des Verteidigungsministeriums. 1947 wurde er nach Europa beordert, wo er die Position des Kommandeurs der US Air Forces in Europe (USAFE) übernahm. In dieser Funktion war er maßgeblich an der Organisation, Planung und Durchführung der Berliner Luftbrücke 1948/49 beteiligt.
Im Jahre 1949 kehrte er – nach der Beendigung der Berlin-Blockade – wieder in die USA zurück, wo er General George Kenney als Oberbefehlshaber des Strategic Air Command (SAC) ablöste.
Als er das SAC übernahm, bestand es aus wenigen und zudem auch noch unterbesetzten B-29-Bombergruppen. Diese Bomber (wie im Übrigen auch das militärische Personal) waren fast ausschließlich Veteranen des Zweiten Weltkrieges. Weit weniger als die Hälfte der vorhandenen Flugzeuge war überhaupt funktionsfähig bzw. flugtauglich. Die Mannschaften waren untrainiert und auf mögliche Einsätze kaum adäquat vorbereitet. Als LeMay einen Übungsangriff auf Dayton (Ohio) anordnete, verfehlten die meisten Bomber ihre Ziele um eine Meile oder mehr. Auch bedurfte es noch einiger Jahre des Experimentierens mit Nachfolgetypen der B-29 wie B-50, B-36 und B-47. Ab Mitte der 50er-Jahre stand dem SAC mit der Boeing B-52 ein geeigneter Interkontinentalbomber zur Verfügung.
Bis 1957 beaufsichtigte LeMay die Umwandlung und Neuorganisation des SAC in eine moderne leistungsfähige Luftstreitmacht, bestehend aus unterschiedlichen Typen von Bombenflugzeugen für strategische und taktische Einsätze. Im Zuge dessen wurden unter anderem neue Bombertypen entwickelt bzw. eingeführt, wobei er zusätzlich Verfahren zur Luftbetankung der Bomber einführen ließ. Daneben verbesserte er das Befehls- und Koordinierungssystem des SAC erheblich.
Im Jahre 1961 wurde er schließlich zum Chief of Staff of the Air Force (CSAF) ernannt und trat damit die Nachfolge von Thomas D. White an.
In seiner neuen Position als CSAF sah er sich jedoch alsbald mit vielfältiger Kritik an seinen militärischen und vor allem strategischen Vorstellungen und Planungen konfrontiert. Zu seinen schärfsten Kritikern zählte der damalige US-Verteidigungsminister Robert McNamara. Wesentlicher Bestandteil des Disputes war dabei McNamaras Umschwung von der sogenannten massiven Vergeltung („massive retaliation“) zur „flexible response“ (auch McNamara-Doktrin genannt). Weitere Gegenspieler von LeMay waren insbesondere Eugene M. Zuckert (Secretary of the Air Force bzw. Staatssekretär der US Air Force) und Maxwell D. Taylor (Vorsitzender der Joint Chiefs of Staff).
LeMay war ein ausdrücklicher Kriegsbefürworter und glühender Antikommunist. So hatte er zum Beispiel in seinem ersten strategischen Kriegsplan gegen die Sowjetunion von 1949 vorgeschlagen, in einem einzigen massiven nuklearen Erstschlag die Sowjetunion anzugreifen. Dabei sollten sämtliche damals vorhandenen US-Atombomben (133 Stück) innerhalb von 30 Tagen auf insgesamt 70 sowjetische Städte abgeworfen werden. Die Sowjets besaßen zum damaligen Zeitpunkt noch kein nukleares Arsenal.
LeMay musste in seiner Zeit als CSAF eine Niederlage nach der anderen hinnehmen. So gelang es ihm beispielsweise nicht, das favorisierte ballistische Raketenprogramm AGM-48 Skybolt der Douglas Aircraft Company durchzusetzen. Weiterhin scheiterte auch sein Vorschlag, den Unterschall-Bomber Boeing B-52 durch ein Überschallflugzeug (die North American XB-70) zu ersetzen.

### Attentat auf John F. Kennedy
Während der Kubakrise im Jahr 1962 geriet LeMay massiv mit Präsident John F. Kennedy und Verteidigungsminister Robert McNamara aneinander. Er war strikt gegen eine Seeblockade und forderte stattdessen eine aggressivere Haltung gegenüber der Sowjetunion bzw. Kuba. Er argumentierte, dass die USA einen Atomkrieg gegen die Sowjetunion wagen sollten, solange sie ihn noch gewinnen könnten – die USA hatten zu diesem Zeitpunkt 17-mal so viele Atomwaffen wie die Sowjetunion und 10-mal so viele Atomtests durchgeführt.
Daher drängte er energisch auf eine Erlaubnis, die soeben in Kuba stationierten sowjetischen Raketenbasen bombardieren zu dürfen. LeMay selbst ging davon aus, 90 % der Stellungen vernichten zu können. Nachdem die Krise abgewendet war, zeigten ausführliche militärische Analysen, dass LeMay im Falle eines Erstschlags gegen die Raketenbasen eine weit geringere Trefferquote erzielt hätte. Im Ergebnis hätte diese Art der Eskalation wahrscheinlich auch auf sowjetischer Seite zu einem Kernwaffeneinsatz geführt.
Selbst unmittelbar nach dem Ende der Krise und dem Abzug der sowjetischen Raketen aus Kuba sprach sich LeMay weiterhin für eine Invasion der Insel aus.
Als es am 22. November 1963 in Dallas zum Attentat auf John F. Kennedy kam, machte LeMay gerade Urlaub in Kanada, kehrte jedoch sofort nach Washington zurück und überwachte anschließend die Obduktion von Kennedys Leiche im National Naval Medical Center in Bethesda in Maryland. Wie der Assistenzarzt Paul O’Connor später berichtete, saß der General dabei auf der Galerie des Obduktionsraumes „with a big cigar in his hand.“

### Vietnamkrieg
Auch hinsichtlich der US-amerikanischen Beteiligung im Vietnamkrieg vertrat er in den frühen 1960er-Jahren eine seinerzeit noch sehr unpopuläre Haltung. Er sprach sich ausdrücklich für eine starke und vor allen Dingen massive militärische Intervention in Vietnam aus. LeMay wird das sinngemäße Zitat unterstellt, man solle „Vietnam zurück in die Steinzeit bomben“.
Obwohl LeMay ab Februar 1965 nicht mehr im Amt war, wirkte sich seine militärische Doktrin insbesondere im nunmehr eskalierten Kriegsverlauf nachhaltig aus. Seine Strategie massiver taktischer und strategischer Luftangriffe wurde alsbald von der US Air Force umgesetzt und als generelle Doktrin lange Zeit beibehalten. Die hieraus resultierenden Flächenbombardierungen Süd- sowie Nordvietnams, von Laos und Kambodscha forderten bei relativ geringer militärischer Wirkung hunderttausende zivile Todesopfer.

### Ziviles Leben
In der Zeit nach der Kubakrise spitzten sich die Differenzen zwischen LeMay und McNamara weiter zu. Dabei erhöhte LeMays unnachgiebige, militaristische Grundhaltung die Spannung zwischen beiden Männern zusätzlich. Schließlich musste LeMay im Februar 1965 in den Ruhestand gehen. Mit Unterstützung von MacKinlay Kantor verfasste er 1965 seine Autobiografie mit dem Titel Mission with LeMay.
In der Folgezeit begann er sich politisch zu betätigen. Er wurde 1968 Kandidat der rechtsgerichteten American Independent Party für das Amt des US-Vizepräsidenten an der Seite von Präsidentschaftskandidat George Wallace. Wallace diente während des Zweiten Weltkrieges als Staff Sergeant im 58. Bombergeschwader der 20th Air Force, deren Kommandant damals LeMay war. Jedoch waren LeMays Äußerungen bezüglich des Einsatzes von Atombomben in Vietnam sehr nachteilig für Wallaces Präsidentschaftskampagne. Sie erzielten in fünf Staaten des Solid South (Arkansas, Louisiana, Mississippi, Alabama und Georgia) die Stimmenmehrheit und kamen damit auf 46 Wahlmänner im Electoral College; insgesamt erreichten sie einen Stimmenanteil von 13,5 Prozent und lagen damit deutlich hinter Wahlsieger Richard Nixon. Wallace und LeMay waren damit die bislang letzten Kandidaten einer dritten Partei, die bei der Präsidentschaftswahl einen kompletten Staat für sich entscheiden konnten.
LeMay starb am 1. Oktober 1990 und wurde auf dem Friedhof der United States Air Force Academy in Colorado Springs (Colorado) beigesetzt.

## Auszeichnungen
Auswahl der Dekorationen, sortiert in Anlehnung an die Order of Precedence of the Military Awards:
- Distinguished Service Cross
- Army Distinguished Service Medal (3 ×)
- Silver Star
- Distinguished Flying Cross (3 ×)
- Air Medal (4 ×)
- Großkreuz des brasilianischen Ordens vom Kreuz des Südens
- Französisches Croix de guerre mit bronzener Palme
- Distinguished Flying Cross (Vereinigtes Königreich)
- Japanischer Orden der Aufgehenden Sonne 1. Klasse
- Kommandeur des marokkanischen Ouissam Alaouite
- Großkreuz des schwedischen Schwertordens
- Sowjetischer Orden des Vaterländischen Krieges I. Klasse[2]

Die LeMay Range, ein Gebirgszug auf der westantarktischen Alexander-I.-Insel, ist nach ihm benannt.

## Zitate
„Japaner zu töten, kümmerte mich nicht besonders zu jener Zeit ... Wenn ich den Krieg verloren hätte, wäre ich als ein Kriegsverbrecher angeklagt worden ... Jeder Soldat denkt etwas über die moralischen Aspekte seines Handelns nach. Aber der ganze Krieg ist unmoralisch, und wenn dir das Sorgen bereitet, bist du kein guter Soldat.“

## Filmische Rezeption
Im Spielfilm Thirteen Days (2000), der die Kubakrise zum Gegenstand hat, wird LeMay von Kevin Conway dargestellt.
Die Figur des Generals „Buck“ Turgidson (steht sinngemäß auf Deutsch übersetzt in etwa für läufiger Hase) in dem Film Dr. Seltsam, oder wie ich lernte, die Bombe zu lieben von Stanley Kubrick ist eng an Curtis LeMay angelehnt.
Der Dokumentarfilm Krieg in den Wolken – Luftspionage über der DDR beleuchtet u. a. die Rolle LeMays bei der Luftspionage über der DDR in den späten 40er und 50er Jahren.